# Jacob Moleschott
Jacob Albertus Willebrordus Moleschott, född 9 augusti 1822 i 's-Hertogenbosch, död 20 maj 1893 i Rom, var en nederländsk-italiensk fysiolog.
Moleschott blev medicine doktor i Heidelberg 1845, professor i fysiologi i Zürich 1856, i Turin 1861 och i Rom 1878. Han utnämndes till italiensk senator 1876. Moleschott kan anses som grundläggaren av moderna italienska fysiologin. Hans egna undersökningar berörde en mängd olika grenar av denna vetenskap, blodet, andningen, ljusets inverkan på ämnesomsättningen med mera.
Hans viktigaste arbeten är Kritische Betrachtung von Liebigs Theorie der Ernährung der Pflanzen (1845), Holländische Beiträge zu den anatomischen und physiologischen Wissenschaften (tillsammans med Donders och van Deen; 1846-48), Physiologie der Nahrungsmittel (1850) och Der Kreislauf des Lebens (1852; femte upplagan 1875-85).
Av hans tal utkom en samling, Licht und Leben (tredje upplagan 1897), av hans erinringar ett postumt band 1894. Han utgav även Untersuchungen zur Naturlehre des Menschen und der Thiere (1857-93, 15 band, fortsatt av Colasanti och Fubini), huvudsakligen avsedd att utom Italien sprida kunskapen om italienska forskares arbeten.

## Fotnoter
1. 1 2  Encyclopædia Britannica, Encyclopædia Britannica Online-ID: biography/Jacob-Moleschotttopic/Britannica-Online, läst: 9 oktober 2017.[källa från Wikidata]
2. 1 2  SNAC, SNAC Ark-ID: w6n94qhr, läs online, läst: 9 oktober 2017.[källa från Wikidata]
3. 1 2  Biografisch Portaal, Biografisch Portaal-nummer: 30733066, läst: 9 oktober 2017.[källa från Wikidata]
4. 1 2  Aleksandr M. Prochorov (red.), ”Молешотт Якоб”, Большая советская энциклопедия : [в 30 т.], tredje utgåvan, Stora ryska encyklopedin, 1969, läst: 28 september 2015.[källa från Wikidata]
5. 1 2  www.accademiadellescienze.it, Accademia delle Scienze di Torino-ID: jakob-moleschott, läst: 1 december 2020.[källa från Wikidata]
6. ↑  Tjeckiska nationalbibliotekets databas, NKC-ID: nlk20010094973, läst: 9 september 2024.[källa från Wikidata]
7. 1 2 3 4 5 6 7 8 9 10  Archief Guido Gezelle.[källa från Wikidata]
8. ↑  läs online, www.brabantserfgoed.nl .[källa från Wikidata]